# Osmolito
Los osmolitos son compuestos que afectan a la ósmosis. Son solubles en la solución dentro de una célula, o en el fluido circundante, p. ej. los osmolitos plasma. Tienen un papel en el mantenimiento del volumen celular y el equilibrio de fluidos.  Por ejemplo, cuando una célula se hincha debido a la presión osmótica, los canales de membrana se abren y permiten el flujo de los osmolitos que llevan el agua con ellos, restaurando el volumen normal de la célula. Los osmolitos también contribuyen al plegamiento de proteínas. Los osmolitos naturales que pueden actuar como osmoprotectores incluyen N-óxido de trimetilamina (TMAO), dimetilsulfoniopropionato, trimetilglicina, sarcosina, betaína, glicerofosforilcolina, mio-inositol, taurina, glicina, y otros. Las bacterias acumulan osmolitos para protección contra un ambiente osmótico alto.  Los osmolitos serán neutros no-electrólitos, excepto en bacterias que pueden tolerar sales.  En los seres humanos, los osmolitos son de particular importancia en la médula renal. La comprensión actual de los osmolitos se la ha utilizado para calcular la profundidad máxima donde un pez puede sobrevivir: 26,900 pies (8,200 metros).